# Batalla de Khàybar
La batalla de Khàybar es va lliurar l'any 628 entre els musulmans de Medina i els jueus que vivien a l'oasi de Khàybar, situat a uns 150 quilòmetres de Medina a la part nord-occidental de la península Aràbiga. Segons les fonts de l'islam, els musulmans van atacar jueus que s'havien atrinxerat en una fortalesa.
Sobre les raons de l'atac, l'historiador escocès William Montgomery Watt assenyala la presència a Khàybar dels Banu n-Nadir, que estarien incitant les tribus àrabs veïnes a alçar-se contra la comunitat islàmica de Medina. L'orientalista italiana Laura Veccia Vaglieri, tot i que comparteix l'opinió de Watt, afirma que un altre motiu podia haver inclòs compensar la pèrdua de prestigi de Muhàmmad entre els seus seguidors, així com l'obtenció d'un botí que podria ser utilitzat per a realitzar futures campanyes.
Els jueus de Khàybar finalment es van rendir i se'ls va permetre viure a l'oasi amb la condició que donessin la meitat de la seva producció als musulmans. Els jueus van continuar vivint a l'oasi durant diversos anys fins que van ser d'Aràbia expulsats pel califa Úmar. La imposició d'aquest tribut als jueus conquistats va servir com a precedent per a les disposicions de la llei islàmica sobre la jizya, impost dels no-musulmans sota domini musulmà, i la confiscació de les terres pertanyents als no-musulmans per a integrar-les a la propietat col·lectiva dels musulmans. a canvi de permetre'ls practicar la seva fe, gaudir d'un grau d'autonomia comunal, tenir dret a la protecció de l'estat musulmà de l'agressió exterior, i ser eximits del servei militar i del zakat, obligatori per als ciutadans musulmans.